# Saint-Palais-sur-Mer
Saint-Palais-sur-Mer település Franciaországban, Charente-Maritime megyében. Lakosainak száma 3879 fő (2022. január 1.). Saint-Palais-sur-Mer Breuillet, Les Mathes, Saint-Augustin és Vaux-sur-Mer községekkel határos.

## Népesség
A település népessége az elmúlt években az alábbi módon változott:
| Lakosok száma | 2209 | 2370 | 2736 | 3769 | 3926 | 3875 | 3897 | 3907 | 3920 | 3879 |
|               | 1968 | 1982 | 1990 | 2006 | 2013 | 2015 | 2017 | 2019 | 2020 | 2022 |